# Chondrichthyes in Italia
I Chondrichthyes in Italia corrispondono in numero e specie a quasi tutti i pesci cartilaginei del bacino del Mediterraneo. Attraverso pubblicazioni e checklist già esistenti si hanno indicazioni della presenza accertata di 70 specie diverse, comprendenti squali e razze (inclusi nella sottoclasse degli Elasmobranchii) e chimere (sottoclasse degli Holocephali). Altre 8 specie sono invece segnalate per il Mediterraneo, ma la presenza nelle acque italiane è ancora da accertare. Infine 2 specie sono al momento dubbie in quanto gli ittiologi non hanno ancora pareri unanimi nell'accettarle o meno come specie valide.
Sono quindi riportate di seguito un totale di 80 specie suddivise seguendo le indicazioni tassonomiche proposte da Compagno (1999), in 11 ordini, 27 famiglie e 44 generi, anche se in realtà il numero di specie di squali costantemente e abitualmente presenti nei mari italiani è leggermente inferiore.
Nella seguente tabella le specie vengono riportate seguendo la classificazione scientifica secondo un ordine sistematico ed evolutivo e non in ordine alfabetico. Per ogni specie viene riportato il nome scientifico, l'autore, il nome comune, la presenza e un'immagine. Per alcune specie è indicato nelle note se sono considerate aliene, cioè se sono state avvistate casualmente nelle acque italiane in quanto "solo di passaggio" e infine è dedicata una colonna allo "Status IUCN" dove viene indicato se risultano minacciate, vulnerabili, a rischio d'estinzione o altro, secondo le Categorie & Criteria di Conservazione (version 3.1) della lista rossa dello IUCN.

## Elasmobranchii

### Selachii
| Ordine            | Famiglia                                            | Nome scientifico          | Nome comune      | Presenza                  | Status IUCN | Immagine |
| Hexanchiformes    |                                                     |                           |                  |                           |             |          |
| Hexanchidae       | Heptranchias perlo . (Bonnaterre, 1788)             | Squalo manzo              | Autoctono        | NT.Prossimo alla minaccia |             |          |
| Hexanchidae       | Hexanchus griseus . (Bonnaterre, 1788)              | Capo piatto o Pesce vacca | Autoctono        | NT.Prossimo alla minaccia |             |          |
| Hexanchidae       | Hexanchus nakamurai . Teng, 1962                    | Notidano occhiogrosso     | Segnalato        | DD.Dati insufficienti     |             |          |
| Squaliformes      |                                                     |                           |                  |                           |             |          |
| Echinorhinidae    | Echinorhinus brucus . (Bonnaterre, 1788)            | Ronco                     | Autoctono        | DD.Dati insufficienti     |             |          |
| Squalidae         | Squalus acanthias . Linnaeus, 1758                  | Spinarolo                 | Autoctono        | VU.Vulnerabile            |             |          |
| Squalidae         | Squalus blainville . (Risso, 1826)                  | Spinarolo bruno           | Autoctono        | DD.Dati insufficienti     |             |          |
| Squalidae         | Squalus uyato . (Rafinesque, 1810)                  | Centroforo boccanera      | Autoctono        | DD.Dati insufficienti     |             |          |
| Centrophoridae    | Centrophorus granulosus . (Bloch & Schneider, 1801) | Centroforo                | Autoctono        | VU.Vulnerabile            |             |          |
| Etmopteridae      | Etmopterus spinax . (Linnaeus, 1758)                | Moretto                   | Autoctono        | LC.Rischio minimo         |             |          |
| Somniosidae       | Centroscymnus coelolepis . Bocage & Capello, 1864   | Centroscimmo              | Autoctono        | NT.Prossimo alla minaccia |             |          |
| Somniosidae       | Somniosus rostratus . (Risso, 1810)                 | Moretto                   | Autoctono        | DD.Dati insufficienti     |             |          |
| Oxynotidae        | Oxynotus centrina . (Linnaeus, 1758)                | Pesce porco               | Autoctono        | VU.Vulnerabile            |             |          |
| Dalatiidae        | Dalatias licha . (Bonnaterre, 1788)                 | Zigrino                   | Autoctono        | NT.Prossimo alla minaccia |             |          |
| Squatiniformes    |                                                     |                           |                  |                           |             |          |
| Squatinidae       | Squatina aculeata . Duméril, in Cuvier, 1817        | Squadrolino               | Autoctono - Rara | CR.Critica                |             |          |
| Squatinidae       | Squatina oculata . Bonaparte, 1840                  | Squadro pelle rossa       | Autoctono - Rara | CR.Critica                |             |          |
| Squatinidae       | Squatina squatina . (Linnaeus, 1758)                | Squadro                   | Autoctono - Rara | CR.Critica                |             |          |
| Lamniformes       |                                                     |                           |                  |                           |             |          |
| Odontaspididae    | Carcharias taurus . Rafinesque, 1810                | Squalo toro               | Autoctono - Rara | VU.Vulnerabile            |             |          |
| Odontaspididae    | Odontaspis ferox . (Risso, 1810)                    | Cagnaccio                 | Autoctono - Rara | VU.Vulnerabile            |             |          |
| Alopiidae         | Alopias superciliosus . (Lowe, 1839)                | Squalo volpe occhione     | Segnalato        | VU.Vulnerabile            |             |          |
| Alopiidae         | Alopias vulpinus . (Bonnaterre, 1788)               | Squalo volpe              | Autoctono        | VU.Vulnerabile            |             |          |
| Cetorhinidae      | Cetorhinus maximus .(Gunnerus, 1765)                | Squalo elefante           | Autoctono - Rara | VU.Vulnerabile            |             |          |
| Lamnidae          | Carcharodon carcharias . (Linnaeus, 1758)           | Squalo bianco             | Autoctono - Rara | VU.Vulnerabile            |             |          |
| Lamnidae          | Isurus oxyrinchus . Rafinesque, 1810                | Squalo mako               | Autoctono        | VU.Vulnerabile            |             |          |
| Lamnidae          | Lamna nasus . (Bonnaterre, 1788)                    | Smeriglio                 | Autoctono        | VU.Vulnerabile            |             |          |
| Carcharhiniformes |                                                     |                           |                  |                           |             |          |
| Scyliorhinidae    | Galeus melastomus .Rafinesque, 1810                 | Gattuccio boccanera       | Autoctono        | LC.Rischio minimo         |             |          |
| Scyliorhinidae    | Scyliorhinus canicula . (Linnaeus, 1758)            | Gattuccio                 | Autoctono        | LC.Rischio minimo         |             |          |
| Scyliorhinidae    | Scyliorhinus stellaris .(Linnaeus, 1758)            | Gattopardo                | Autoctono        | NT.Prossimo alla minaccia |             |          |
| Triakidae         | Galeorhinus galeus . (Linnaeus, 1758)               | Canesca                   | Autoctono        | VU.Vulnerabile            |             |          |
| Triakidae         | Mustelus asterias .Cloquet, 1821                    | Palombo stellato          | Autoctono        | LC.Rischio minimo         |             |          |
| Triakidae         | Mustelus mustelus . (Linnaeus, 1758)                | Palombo                   | Autoctono        | VU.Vulnerabile            |             |          |
| Triakidae         | Mustelus punctulatus .Risso, 1826                   | Palombo puntato           | Autoctono        | DD.Dati insufficienti     |             |          |
| Carcharhinidae    | Carcharhinus altimus . (Springer, 1950)             | Squalo nasuto             | Da confermare    | DD.Dati insufficienti     |             |          |
| Carcharhinidae    | Carcharhinus brachyurus .(Günther, 1870)            | Squalo ramato             | Autoctono        | NT.Prossimo alla minaccia |             |          |
| Carcharhinidae    | Carcharhinus brevipinna .(Müller & Henle, 1839)     | Squalo pinnacorta         | Autoctono        | NT.Prossimo alla minaccia |             |          |
| Carcharhinidae    | Carcharhinus falciformis .(Müller & Henle, 1839)    | Squalo serico             | Da confermare    | NT.Prossimo alla minaccia |             |          |
| Carcharhinidae    | Carcharhinus limbatus . (Müller & Henle, 1839)      | Squalo orlato             | Da confermare    | NT.Prossimo alla minaccia |             |          |
| Carcharhinidae    | Carcharhinus melanopterus. (Quoy & Gaimard, 1824)   | Pinna nera del reef       | Da confermare    | NT.Prossimo alla minaccia |             |          |
| Carcharhinidae    | Carcharhinus obscurus .(Lesueur, 1819)              | Squalo bruno              | Autoctono        | VU.Vulnerabile            |             |          |
| Carcharhinidae    | Carcharhinus plumbeus .(Nardo, 1827)                | Squalo grigio             | Autoctono        | VU.Vulnerabile            |             |          |
| Carcharhinidae    | Galeocerdo cuvier . Péron & Lesueur, 1822           | Squalo tigre              | Segnalato        | NT.Prossimo alla minaccia |             |          |
| Carcharhinidae    | Prionace glauca .(Linnaeus, 1758)                   | Verdesca                  | Autoctono        | NT.Prossimo alla minaccia |             |          |
| Carcharhinidae    | Rhizoprionodon acutus . (Rüppel, 1837)              | Squalo latteo             | Segnalato        | LC.Rischio minimo         |             |          |
| Sphyrnidae        | Sphyrna lewini .(Griffith & Smith, 1834)            | Squalo martello smerlato  | Da confermare    | EN.Minacciata             |             |          |
| Sphyrnidae        | Sphyrna mokarran . (Rüppel, 1837)                   | Grande squalo martello    | Segnalato        | EN.Minacciata             |             |          |
| Sphyrnidae        | Sphyrna tudes . (Valenciennes, 1822)                | Squalo martello dorato    | Dubbia           | VU.Vulnerabile            |             |          |
| Sphyrnidae        | Sphyrna zygaena .(Linnaeus, 1758)                   | Pesce martello            | Autoctono        | VU.Vulnerabile            |             |          |

### Euselachii
| Ordine          | Famiglia                                             | Nome scientifico             | Nome comune      | Presenza                  | Status IUCN | Immagine |
| Pristiformes    |                                                      |                              |                  |                           |             |          |
| Pristidae       | Pristis pectinata . Latham, 1794                     | Pesce sega dai denti piccoli | Improbabile      | CR.Critica                |             |          |
| Pristidae       | Pristis pristis . (Linnaeus, 1758)                   | Pesce sega comune            | Improbabile      | CR.Critica                |             |          |
| Torpediniformes |                                                      |                              |                  |                           |             |          |
| Torpedinidae    | Torpedo nobiliana . Bonaparte, 1835                  | Torpedine nera               | Autoctono        | DD.Dati insufficienti     |             |          |
| Torpedinidae    | Torpedo marmorata .Risso, 1810                       | Torpedine marezzata          | Autoctono        | DD.Dati insufficienti     |             |          |
| Torpedinidae    | Torpedo torpedo .(Linnaeus, 1758)                    | Torpedine ocellata           | Autoctono        | DD.Dati insufficienti     |             |          |
| Rajiformes      |                                                      |                              |                  |                           |             |          |
| Rhinobatidae    | Rhinobatos cemiculus . Geoffroy Saint-Hilaire, 1817  | Pesce chitarra               | Autoctono - Rara | EN.Minacciata             |             |          |
| Rhinobatidae    | Rhinobatos rhinobatos.(Linnaeus, 1758)               | Pesce violino                | Autoctono - Rara | EN.Minacciata             |             |          |
| Rajidae         | Dipturus batis .(Linnaeus, 1758)                     | Razza bavosa                 | Autoctono - Rara | CR.Critica                |             |          |
| Rajidae         | Dipturus oxyrinchus .(Linnaeus, 1758)                | Razza monaca                 | Autoctono        | NT.Prossimo alla minaccia |             |          |
| Rajidae         | Leucoraja circularis .(Couch, 1838)                  | Razza rotonda                | Autoctono        | VU.Vulnerabile            |             |          |
| Rajidae         | Leucoraja fullonica .(Linnaeus, 1758)                | Razza spinosa                | Autoctono        | NT.Prossimo alla minaccia |             |          |
| Rajidae         | Leucoraja melitensis .(Clark, 1926)                  | Razza maltese                | Autoctono - Rara | CR.Critica                |             |          |
| Rajidae         | Leucoraja naevus . (Müller & Henle, 1841)            | Razza fiorita                | Autoctono        | LC.Rischio minimo         |             |          |
| Rajidae         | Raja asterias .Delaroche, 1809                       | Razza stellata               | Autoctono        | LC.Rischio minimo         |             |          |
| Rajidae         | Raja brachyura .Lafont, 1873                         | Razza a coda corta           | Autoctono        | NT.Prossimo alla minaccia |             |          |
| Rajidae         | Raja clavata .Linnaeus, 1758                         | Razza chiodata               | Autoctono        | NT.Prossimo alla minaccia |             |          |
| Rajidae         | Raja miraletus .Linnaeus, 1758                       | Razza quattrocchi            | Autoctono        | LC.Rischio minimo         |             |          |
| Rajidae         | Raja montagui .Fowler, 1910                          | Razza stellata               | Autoctono        | LC.Rischio minimo         |             |          |
| Rajidae         | Raja polystigma .Regan, 1923                         | Razza polistima              | Autoctono        | NT.Prossimo alla minaccia |             |          |
| Rajidae         | Raja radula .Delaroche, 1809                         | Razza scuffina               | Autoctono        | DD.Dati insufficienti     |             |          |
| Rajidae         | Raja rondeleti .Bougis, 1959                         | Razza istrice                | Da confermare ?  | Non presente              |             |          |
| Rajidae         | Raja undulata .Lacepede, 1802                        | Razza ondulata               | Autoctono - Rara | EN.Minacciata             |             |          |
| Rajidae         | Rostroraja alba .(Lacepede, 1803)                    | Razza bianca                 | Autoctono - Rara | EN.Minacciata             |             |          |
| Dasyatidae      | Dasyatis centroura .(Mitchill, 1815)                 | Trigone spinoso              | Autoctono        | LC.Rischio minimo         |             |          |
| Dasyatidae      | Dasyatis pastinaca .(Linnaeus, 1758)                 | Pastinaca                    | Autoctono        | DD.Dati insufficienti     |             |          |
| Dasyatidae      | Dasyatis tortonesei .Capapé, 1975                    | Pastinaca di Tortonese       | Da confermare ?  | DD.Dati insufficienti     |             |          |
| Dasyatidae      | Pteroplatytrygon violacea . (Bonaparte, 1832)        | Trigone viola                | Autoctono        | LC.Rischio minimo         |             |          |
| Dasyatidae      | Taeniura grabata .(Geoffroy Saint-Hilaire, 1817)     | Trigone africano             | Segnalato        | DD.Dati insufficienti     |             |          |
| Gymnuridae      | Gymnura altavela .(Linnaeus, 1758)                   | Altavela                     | Autoctono        | VU.Vulnerabile            |             |          |
| Myliobatidae    | Myliobatis aquila .(Linnaeus, 1758)                  | Aquila di mare               | Autoctono        | DD.Dati insufficienti     |             |          |
| Myliobatidae    | Pteromylaeus bovinus .(Geoffroy Saint-Hilaire, 1817) | Colombo di mare              | Autoctono        | DD.Dati insufficienti     |             |          |
| Myliobatidae    | Mobula mobular . (Bonnaterre, 1788)                  | Diavolo di mare              | Autoctono - Rara | EN.Minacciata             |             |          |
| Myliobatidae    | Rhinoptera marginata .(Geoffroy Saint-Hilaire, 1817) | Rinottera                    | Da confermare    | NT.Prossimo alla minaccia |             |          |

## Holocephali

### Chimaeriformes
| Ordine         | Famiglia                             | Nome scientifico | Nome comune | Presenza                  | Status IUCN | Immagine |
| Chimaeriformes |                                      |                  |             |                           |             |          |
| Chimaeridae    | Chimaera monstrosa .(Linnaeus, 1758) | Chimera          | Autoctono   | NT.Prossimo alla minaccia |             |          |